# Бернард Монтгомери
Први виконт Монтгомери од Ел Аламејна, Сер Бернард Ло Монтгомери  (енгл. Bernard Law Montgomery; Лондон, 17. новембар 1887 — Алтон, 24. март 1976) је био британски фелдмаршал, и један од руководилаца савезничких акција у Другом светском рату. Велики победник код Ел Аламејна, општепознат је под надимком Монти.

## Детињство, младост и Први светски рат
Монтгомери је рођен у Лондону 1887. године. Војничко образовање стекао је у Војној академији Сандхерст. Војничку каријеру започео је 1908. године у 1. ворикширском пуку који је био стациониран у Индији. По избијању Првог светског рата, у августу 1914. године његов пук је пребачен у Француску. Борио се током повлачења британских снага из Монса и био је рањен за време прве битке код Ипра 13. октобра 1914. године током напада на село Метерн које је било у немачким рукама. За учешће у овој акцији одликован је Медаљом за изузетне заслуге. Након опоравка унапређен је почетком 1915. године у чин бригадног мајора. Почетком 1916. године вратио се на Западни фронт где је учествовао у бици на Соми. Током рата учествовао је у читавом низу већих и мањих окршаја. Крај рата дочекао је у чину пуковника, као штапски официр у 47. (2. лондонској) дивизији.
По завршетку Првог светског рата многи перспективни млади официри који су током рата стекли високе чинове враћени су у статус који су имали пре избијања сукоба. Тако се Монтгомери поново вратио на чин капетана и команданта чете у 1. ворикширском пуку.

## Период између два светска рата
Године 1921. Монтгомери је постављен за штапског официра бригаде стациониране у Корку који се налази у региону који је био поприште најжешћих окршаја током англо-ирског рата. Упркос чињеници да је његовог рођака убила ИРА 1920, као и да се имање његове породице налазило у округу Донегал у којем су се водиле борбе, Монтгомери није спроводио личну освету и његови поступци током сукоба ни издалека нису били тако сурови као поступци његовог колеге официра Артура Персивала. По доласку у Корк, Монтгомери је затражио од припадника својих јединица да се понашају беспрекорно иако је касније, након неколико неуспелих покушаја да лоцира и уништи јединице организације ИРА, изјавио да "уопште није бринуо о томе колико ће кућа спалити" током оваквих акција. Упркос оваквој изјави Монтгомери је стекао поштовање својих непријатеља па је чак и један од официра организације ИРА, Том Бари, изјавио да се Монтгомери "увек понашао сасвим коректно". Монтгомери је убрзо схватио да се ради о сукобу у којем се не може победити и да је једино право решење повлачење британских јединица. Године 1923. написао је да је "једино решење дозволити им (Ирцима) да оформе неку врсту ирске владе и пустити их да сами угуше побуну".
Године 1927. оженио се са Елизабет Карвер. Исте године унапређен је у чин потпуковника и добио је команду над 1. батаљоном 1. ворикширског пука са којим је службовао у Палестини, Египту и Индији. Убрзо је унапређен у пуковника и постављен за инструктора у Војној школи Индијске армије у Кети у Индији. Године 1937. добио је команду над 9. бригадом. Исте године доживео је и велику личну трагедију — његова супруга се тешко разболела и умрла. Следеће године унапређен је у генерал-мајора и поверена му је команда над 8. дивизијом стационираном у Палестини.

## Други светски рат
Британија је објавила рат Немачкој 3. септембра 1939. год, два дана након што је Хитлер напао Пољску. У то време Монтгомери је тек био постављен за команданта 3. дивизије која је била распоређена у Белгији као део Британског експедиционог корпуса. Немачки напад на Француску у склопу којег су нападнуте и Холандија и Белгија, почео је 8. маја 1940. године. У немогућности да заустави немачко напредовање, Британски експедициони корпус се повукао до француске луке Денкерк где су се британске и француске снаге ускоро нашле у окружењу. У циљу спасавања преко 300.000 британских војника британски Генералштаб покренуо је општу евакуацију британских снага из Француске под називом Операција Динамо. Евакуација је почела 26. маја. Током евакуације, Монтгомери је командовао 2. корпусом и био је један од 330.000 британских и француских војника који су успешно евакуисани до завршетка операције 4. јуна.

### северна Африка и Италија
По повратку у Британију Монтгомери је унапређен у чин генерал-пуковника и вршио је разне дужности све док га у августу 1942. године Ален Брук није предложио Черчилу за команданта британске 8. армије у Северној Африци. С обзиром на околност да је Черчилов омиљени кандидат за ову функцију, генерал Гот погинуо у авионској несрећи на повратку у Каиро, Черчил није имао ништа против Монтгомеријевог наименовања за команданта 8. армије.
Међутим, његово именовање није наишло на добар пријем код генерала Окинлека и његовог особља. Преузевши команду над 8. армијом 13. августа 1942. године два дана пре него што је то било предвиђено, Монтгомери је одмах наредио ојачавање стратешки значајног положаја на висовима Алам Халфе и сјединио је штаб армије и штаб ваздухопловства у једну заједничку команду како би боље ускладио њихово деловање.
Монтгомери је такође врло брзо успео да поправи морал британске 8. армије али је то учинио на рачун угледа свог претходника генерала Окинлека. Његов необичан и понекад увредљив начин понашања проузроковао је бројне коментаре који су се углавном односили на његову способност да командује армијом. Настојао је да успостави близак контакт са обичним војником и трудио се да се што чешће појављује у јединицама које су се налазиле на првој борбеној линији. Главне критике које су до тада стизале на рачун 8. армије односиле су се на њену разједињеност и лошу координацију због чега су поједине јединице често самостално морале да воде неке од најжешћих борби са непријатељем. У намери да исправи ове грешке, Монтгомери је пуно пажње посветио детаљном планирању будућих операција укључивши активно у припрему планова све команданте јединица које су чиниле 8. армију. Мере које је предузео као и нов приступ осносу између њега као команданта армије и својих војника врло брзо су дале позитивне резултате. Британска 8. армија опоравила се од претходних неуспеха и била је спремна да дочека Немце на добро утврђеним положајима код Ел Аламејна.
У бици код Алам Халфе, која је почела 31. августа 1942. год, Ромел је покушао да пробије британску линију фронта и опколи 8. армију. Упозорен на предстојећу Ромелову офанзиву захваљујући обавештајним подацима које је прикупила Ултра, Монтгомери је успео са заустави немачко напредовање. По завршетку ове битке Монтгомери је критикован зато што није прешао у гоњење немачких јединица које су се повлачиле. Међутим, једна од Монтгомеријевих најбољих особина била је та што је могао добро да процени способности јединица под својом командом. Према његовој процени, 8. армија није била способна да се упусти у покретну битку механизованих јединица која је одговарала Ромеловом начину ратовања.
Упркос томе што је Черчил разрешио дужности Окинлека због недовољне агресивности, Монтгомерију је остављено више времена него што је Окинлек тражио за припрему офанзиве која је почела битком код Ел Аламејна. До Монтгомеријевог преузимања команде кампања у северној Африци личила је на клацкалицу; обе стране су добијале битке али ни једна није стекла одлучујућу предност. Монтгомери је био свестан тога и одлучио је да се не упушта у борбу све док не буде био у стању да оствари одлучујућу победу. У склопу припрема за офанзиву здушно се залагао за детаљно планирање операција и квалитетну обуку јединица. Оклопне снаге које су му стављене на располагање у склопу ових припрема биле су знатно веће од оних које су биле доступне Окинлеку. До почетка битке код Ел Аламејна, британска 8. армија имала је преко 800 тенкова америчке производње.
Друга битка код Ел Аламејна почела је 23. октобра и завршила се 12 дана касније првом значајнијом победом савезника у Другом светском рату. Монтгомери је правилно предвидео дужину трајања битке и висину губитака који су износили 13.500 људи.
После победе код Ел Аламејна, Монтгомери је проглашен за витеза и унапређен у чин пуног генерала. Британска 8. армија прешла је у гоњење немачких јединица које су се повлачиле ка западу. Захваљујући великој премоћи у техници и људству, Монтгомери је вршио сталан притисак на немачке трупе у повлачењу онемогућивши Ромела да се утврди на неком од повољних положаја дуж пустињског пута. Дана 6. марта 1943. године успешно је одбијен последњи Ромелов напад на развучени поредак британске 8. армије у близини Меденина. Британци су се поново сукобили са Немцима, на старој француској утврђеној линији познатијој под називом Маретска линија. Борбе око Маретске линије вођене су у периоду од 20-27. марта. Монтгомери, који је предвидео снажан немачки отпор на овом положају, наредио је делу својих јединица да у широком луку изврши обилазак десног крила Маретске линије. Захваљујући овом маневру, немачке и италијанске јединице биле су принуђене да напусте утврђене положаје и повуку се дубље у Тунис.
Кампања у северној Африци показала је да у енглеској војсци још увек постоји висок морал (број болесних војника и дезертера је смањен на најмању могућу меру). Такође, током ове кампање дошла је до изражаја одлична сарадња између различитих родова војске као и одлично разрађен систем снабдевања армије у наступању.
Следећа велика савезничка операција била је операција Хаски, како је назван план искрцавања на Сицилији. Током ове кампање испољила се затегнутост у односима између Монтгомерија и америчких генерала. Монтгомери је искористио утицај током планирања операције да наметне свој план битке што је изазвало негодовање код америчких генерала Патона и Бредлија. Каснији развој битке на терену био је додатни разлог за погоршање односа између енглеског и америчких генерала.
Монтгомери је наставио да командује 8. армијом током искрцавања на италијанско копно. Згрожен недостатком координације, расплињавањем напора, стратешком збрком и опортунизмом радо је напустио ово поприште 23. децембра.

### Нормандија
Монтгомери се вратио у Уједињено Краљевство да би преузео команду над 21. групом армија која је чинила земаљску компоненту савезничких снага које су се припремале за извођење Операције Оверлорд, како је названо планирано искрцавање у Нормандији. Планирање операције трајало је скоро две године. У последњој фази планирање операције преузео је начелник генералштаба врховног савезничког команданта. Монтгомери је убрзо схватио да је план операције веома ограничен због чега се залагао за његове измене по којима је у првом нападачком таласу, уместо три, требало да буде ангажовано пет дивизија. Као и приликом преузимања команде над британском 8. армијом, Монтгомери је често обилазио јединице под својом командом подижући морал војске својим борбеним говорима и лично контролишући спровођење обуке. Дана 7. априла и 15. маја образложио је своју стратегију приликом будуће операције у школи Сент Пол. У свом излагању предвидео је битку која је требало да траје 90 дана. По њему, битка је требало да се заврши избијањем савезничких јединица на реку Сену. Пробој немачке линије фронта и обилазни маневар кроз унутрашњост Француске требало је да изврше америчке јединице ослањајући се на град Кан који би до тада већ био у рукама британских и канадских јединица.
Монтгомери је у великој мери био заслужан за успех савезничког искрцавања у Француској. Ајзенхауер и његов начелник генералштаба, генерал-пуковник Бадел Смит рекли су америчком војном извештачу, Друу Мидлтону следеће: "Нико други није могао да нас пребаци преко канала у Нормандију.... Без обзира шта други говорили о њему, он нас је довео тамо". Током тешких борби у Нормандији, које су трајале два и по месеца, Монтгомери није био у могућности да у потпуности реализује свој план, али је серијом снажних офанзивних акција успео да веже главнину немачких снага за британски и канадски сектор чиме је олакшао пробој немачког фронта од стране америчких јединица.

### Напредовање ка Рајни
Значајно повећање у броју америчких јединица (са 2 на 5 дивизија током Д-дана и са 72 на 85 дивизија у 1945) учинило је политички некоректним даљи опстанак Монтгомерија као врховног команданта савезничких копнених трупа у Европи. Због тога је Ајзенхауер, који је наставио да врши функцију врховног команданта савезничких снага у Европи, преузео и ову функцију, док је Монтгомери остао на месту команданта 21. групе армија која је углавном била сачињена од британских и канадских јединица. Монтгомери се снажно противио овој промени иако је она била планирана још пре почетка инвазије. Винстон Черчил је убрзо затим унапредио Монтгомерија у чин фелдмаршала како би компензовао за губитак позиције врховног команданта копнених снага.
Упркос смени, Монтгомери је и даље задржао велики утицај на даљи ток одвијања савезничких операција. Успео је да убеди Ајзенхауера у исправност своје стратегије одлучујућег продора у правцу Рурске области, која је требало да оконча рат до Божића. Ова операција, познатија под називом Операција Маркет Гарден, изведена је током септембра 1944. године. План операције уопште није личио на дотадашње Монтгомеријеве планове: офанзива је била смела и лоше планирана. Операција Маркет Гарден није постигла жељени циљ, а савезничке снаге су претрпеле значајне губитке. Најгоре је прошла британска 1. падобранска дивизија која је изгубила више од три четвртине људства. Монтгомеријева опседнутост продором у правцу Рура одвукла му је пажњу од реализације операције ослобађања Антверпена и чишћења области око ове луке која је била од изузетног значаја за снабдевање савезничких јединица.
Када је 16. децембра 1944. године уследио изненадни немачки напад преко Ардена, којим је отпочела Битка за избочину, фронт америчке 12. армијске групе је расцепљен, а већи део америчке 1. армије нашао се на северном крилу избочине. Командант армијске групе, генерал Бредли се затекао у Луксембургу, на јужном боку избочине због чега је имао велике тешкоће да успостави ефективну команду над америчком 1. армијом. Монтгомерију, који је био најближи савезнички командант, Ајзенхауер је 20. децембра, упркос снажном Бредлијевом противљењу, поверио команду над Кортни Хоџисовом 1. армијом и америчком 9. армијом. Монтгомери је одмах обишао све америчке команданте и успоставио сталну везу са њима. Извршио је прегруписање британског XXX корпуса који је представљао стратешку резерву, реорганизовао је америчке одбрамбене положаје и наредио повлачење из Сент Вита. Немачки командант 5. оклопне армије, фон Мајнтофел је рекао: "Акције америчке 1. армије претвориле су се у читаву серију индивидуалних заштитних борби. Монтгомеријев допринос се састојао у томе што је читав низ изолованих борби претворио у кохерентну битку вођену према јасно дефинисаном плану. Његово одбијање да се упусти у преурањене и изоловане контра-нападе омогућило је Американцима да прикупе резерве и да онемогуће даље проширење немачког пробоја."
Ајзенхауер је сматрао да Монтгомери мора да крене у офанзиву 1. јануара како би се сусрео са Патоновом армијом која је још од 19. децембра напредовала са југа. Ипак, Монтгомери је одбио да ангажује пешадију неприпремљену за зимске услове да би освојио стратешки неважан комад територије. У напад је кренуо тек 3. јануара. Велики број америчких официра сматрао је да није требало да оклева иако је за њега било карактеристично да није кретао у напад без добре припреме. По завршетку битке, америчка 1. армија враћена је у састав америчке 12. армијске групе: америчка 9. армија остала је у саставу британске 21. армијске групе све до преласка Рајне.
Монтгомери је у фебруару 1945. године наставио са напредовањем у правцу Рајне у склопу операција Веритабл и Гренејд. После преласка Рајне 24. марта, Монтгомери је одсекао Данско полуострво да би 4. маја примио предају немачких снага у северној Немачкој, Данској и Холандији.

## После рата
После рата, Монтгомери је 1946. године проглашен са Првог виконта Монтгомерија од Ел Аламејна. Вршио је функцију начелника генералштаба у периоду од 1946. до 1948. год, али је на овој функцији био веома неуспешан зато што су му недостајале стратешке и политичке вештине. Затим је постављен за врховног команданта или председавајућег комитета команданата западног савеза. Био је добар генерални инспектор и организовао је неколико одличних војних вежби, али је био веома задовољан када га је 1951. године. Ајзенхауер именовао за свог заменика и помоћника у послу стварања Северноатлантског савеза (НАТО). На овој функцији је остао све до 1958. год.

## Монтгомери и јавност
Пре пензионисања, неки Монтгомеријеви ставови, као што је нпр. питање расе, често су били јавно критиковани. Након што је јавност сазнала какве погледе на свет Монтгомери има, његова репутација је нагло опала. Његови мемоари окарактерисани су као арогантни хвалоспев самоме себи. Монтгомери је жестоко критиковао своје саборце, а нарочито Ајзенхауера (кога је између осталог оптужио и да је захваљујући његовој неспособности рат трајао годину дана дуже) што је за последицу имало престанак њиховог пријатељства. Јавно се дивио Апартхејду и кинеском комунизму под руководством Мао Це Дунга. У исто време, био је један од највећих противника хомосексуалности у Уједињеном Краљевству, тврдећи да је Акт о сексуалним преступима из 1967. године погодан само за исмевање "и да се такве ствари могу толерисати у Француској, али ми смо ипак Британци - хвала богу." Да иронија буде већа, у књизи „До голе коже“ (енгл. Full Monty) објављеној 2001. год, Монтгомеријев званични биограф и дугогодишњи пријатељ Најџел Хамилтон написао је да је Монтгомери био „прикривени хомосексуалац“ који је имао „квази љубавне афере“ са многим младићима и дечацима али да са њима није имао сексуалне односе. Међутим, ова тврдња није била поткрепљена конкретним доказима.
Монтгомери је умро 1976. године у свом дому у Алтону у Хемпширу, а сахрањен је у оближњем црквеном дворишту цркве Светог крста у Бинстеду, након државног погреба у капели Св. Ђорђа у Виндзору.

## Карактер и контроверзе
Монтгомери је био веома комплексна особа. Иако је био далеко од савршенства, ипак је био велики и успешан генерал захваљујући напорном раду, одбијању да се покори мртвим обичајима и отвореном, чистом и сензитивном уму. Био је хуманиста који је успевао да међу својим потчињеним војницима и старешинама пробуди велику лојалност. Монтгомери је веровао да је у 20. веку најважније објаснити војницима зашто се боре и да наредбе и планови морају бити јасни. Због тога се чешће обраћао обичним војницима које је имао под својом командом него што је то чинио када су официри у питању. Његови људи наставили су да га страствено бране и после рата што је одлично запамтио британски историчар Ричард Холмс када се критички изражавао о Монтгомерију. Његова претерана опрезност, која је често критикована, потицала је од његовог поштовања према животу и жеље да не жртвује узалудно своје војнике на начин на који су то чинили генерали у Првом светском рату. Монтгомери је сматрао да је једна од најважнијих улога војног команданта да мотивише своје људе за борбу.
С друге стране, у приватном животу је био веома тежак човек. Монтгомери се лоше разумео са својим вршњацима и највећи део времена провео је дружећи се са млађим официрима. Био је безосећајан, уображен и разметљив. Није било лако познавати га и није имао осећај лојалности у односу на штапске официре који су му били непосредно потчињени. Његов потцењивачки и понекад увредљив став према другима често је подстицао лоша мишљења о његовој способности и личности. Могло би се рећи да су његови неуспеси уследили када је допустио да његова жеља за славом поквари његово пажљиво планирање што је утицало на његову уобичајену опрезност.
Често су Монтгомеријеве изјаве о биткама, као и о самом њиховом вођењу чиниле основ за контроверзе. Током читаве каријере, Монтгомеријева наређења била су јасна и комплетна, али је његова комуникација са официрима који су били изнад њега у ланцу командовања, била мутна и некомплетна. Током битке за Нормандију, навео је Ајзенхауера да поверује да он покушава да реализује пробој из мостобрана, док је у наређењима упућеним својим потчињенима ублажавао постављене циљеве. На пример, непосредно пред почетак Операције Гудвуд, није навео Фалез као један од циљева, али о томе није обавестио СХАЕФ. Често је своје претпостављене доводио до лудила делом зато што није дозволио да конвенције умањују војну ефикасност, делом зато што је презирао ауторитет и зато што није био спреман да се затекне у ситуацији у којој није имао контролу, а делом и зато што је био веома тешка особа. Бадел-Смит му је једном рекао "Можда је одлично служити под тобом, тешко служити уз тебе, али буди сигуран да је паклено служити изнад тебе!". Често је имао проблема да јавно призна да његове операције нису ишле по плану, чак и онда када би у коначном исходу биле успешне (Нормандија) или неуспешне (Операција Маркет Гарден, за коју је тврдио да је 90% био успешна).
У Уједињеном Краљевству Монтгомери је остао запамћен нарочито по својој победничкој кампањи у северној Африци, која се, заједно са Битком за Стаљинград, често сматра прекретницом у Другом светском рату. Другачија природа сукоба са САД значила је да је његова репутација у завршним годинама рата у Европи била обележена контроверзама, нарочито када је у питању Битка за избочину када су до изражаја дошле његове врлине и његови недостаци.
Одмах после Битке за избочину, Монтгомери је 7. јануара 1945. године одржао конференцију за штампу на којој је заслуге за савезничку победу приписао себи умањујући улогу коју су у постизању победе имали амерички генерали, а нарочито Патон. Многи његови коментари су били непромишљени, као што је изјава да је због погоршања ситуације Ајзенхауер морао да му препусти команду над севером као и увредљива изјава на Патонов рачун по којој га је Монтгомери спасао пораза. На конференцији за штампу Монтгомери је изјавио да је сматрао да се противофанзива одлично одвија и није дао објашњење зашто је са закашњењем кренуо у противофанзиву тек 3. јануара. Према Черчилу, америчке јединице под Патоновом командом, које су напале немачки клин са југа, константно су напредовале, али веома споро и уз велике губитке док је Монтгомери покушао да избегне ову ситуацију. Немци су снимак конференције за штампу, пропраћен заједљивим коментарима емитовали преко радија што је додатно разбеснело Американце.
У допису који је упутио Ајзенхауеру, Монтгомери је предложио себе за команданта копнених снага и отворено је критиковао досадашње вођење рата. У тренутку када је америчко самопоуздање било уздрмано а живци напети, овакав потез је био крајње непромишљен. Ајзенхауер, којег је ваздушни маршал Тедер (још један од високих официра који није био у добрим односима са Монтгомеријем) у потпуности подржао, био је на граници да разреши Монтгомерија дужности али су му Бадел Смит и Монтгомеријев начелник штаба генерал-мајор Фреди де Гинганд указали на то да био овакав потез имао лоше политичке последице и да би га било тешко оправдати. Де Гинганд је успео да објасни Монтгомерију тежину његових изјава (о чијим могућим последицама наводно није био уопште свестан) због чега је Монтгомери написао извињење упућено Ајзенхауеру. Након овог Монтгомеријевог поступка ситуација се смирила. Ајзенхауер ће касније написати у својим мемоарима: "Не верујем да је Монтгомери икада успео да схвати колико су неки амерички команданти били увређени његовим изјавама. Они су веровали да их је Монтгомери потценио — и није им требало много да узврате истим потцењивањем и презиром".
С друге стране, на истој конференцији за штампу Монтгомери је исказао невероватно поштовање према обичним војницима, а нарочито према америчким војницима за које је рекао:
"Први пут сам их срео на Сицилији и одмах сам стекао веома високо мишљење о њима. Поново сам их видео у Италији. Веома су храбри борци, сигурни под ватром и са невероватном упорношћу учествују у бици, што су све особине које красе првокласног војника. Осећам велику наклоност и дивљење према америчким војницима. Поздрављам храбре људе Америке. Никада не бих могао да пожелим да се заједно борим са бољим војницима. Покушао сам да размишљам као амерички војник како не бих предузео ни један погрешан потез или их увредио на било који други начин. Рундштет је у ствари поражен захваљујући одличним борбеним квалитетом америчких војника и тимским радом са осталим савезницима."
О Ајзенхауеру је рекао:
"Капитен нашег тима је Ајзенхауер. Потпуно сам посвећен Ајку; ми смо најбољи пријатељи. Растужи ме када у британској штампи прочитам чланке који лоше говоре о њему; он носи велики терет, он мора да зна да има нашу пуну подршку, он има право да то очекује од нас, а на нама је да се постарамо да му је пружимо."
Монтгомери је касније написао: "Данас мислим да никада није требало да одржим ту конференцију за штампу. Непријатељска осећања према мени су била толико снажна међу америчким високим официрима, да би било шта што бих рекао било погрешно протумачено. Требало је да ћутим."
Брук је можда био најближи истини када је за рекао о Монтгомерију: "Он је вероватно био најбољи тактичар међу генералима још од Велингтона. Али неке његове стратешке одлуке, а нарочито однос са Американцима су били скоро катастрофални."